# Bikini Kill
Bikini Kill je americká punková hudební skupina. Vznikla v městě Olympia ve Washingtonu v říjnu 1990, kdy se skládala ze zpěvačky Kathleen Hanna, kytaristy Billyho Karrena, bubenice Tobi Vail a basistky Kathi Wilcox. Skupina je všeobecně považována za průkopníky hnutí Riot Grrrl a je známá svými radikálně feministickými texty. Jejich hudba byla ovlivněna hardcorem. Skupina se rozpadla v roce 1997, ale tři z členek spolu v roce 2017 po mnoha letech opět vystoupily. V lednu roku 2019 oznámila skupina návrat na pódia a zveřejnila data tří koncertů, které se konaly 25. dubna 2019 v Los Angeles, 31. května 2019 a 1. června 2019 v New Yorku. V sestavě nyní ryze ženské party jsou Kathleen Hanna (zpěv), Kathi Wilcox (baskytara), Tobi Vail (bicí), přičemž původního kytaristu Billyho Karrena nahradila Erica Dawn Lyle.

## Diskografie

### Alba
- Revolution Girl Style Now! (1991)
- Bikini Kill EP na Kill Rock Stars (1991)
- Yeah Yeah Yeah Yeah split LP s Huggy Bear (1993)
- Pussy Whipped LP (1993)
- The C.D. Version of the First Two Records (1994)
- Reject All American LP na labelu Kill Rock Stars (1996)